# تولینگی

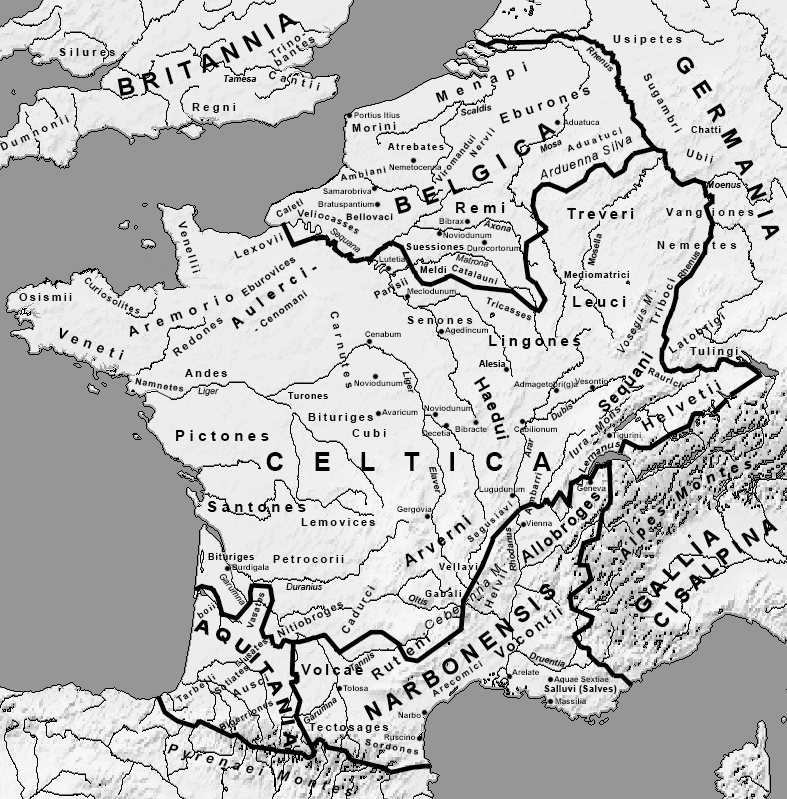
نقشه ای از سرزمین‌های گال در قرن اول قبل از میلاد، که مکان قبایل سلتی را نشان می‌دهد. به‌طور تقریبی محلی قبایل تولینگی و لاتوبریگی در شمال راین علیا واقع است.

تولینگی‌ها قبیله کوچکی بودند که در زمان فتح گال توسط ژولیوس سزار، متحد نزدیک هلوتی‌های سلتی بودند. مکان آن‌ها دقیقاً مشخص نیست. زبان و تبار آن‌ها نیز در حاله‌ای از ابهام است. از همکاری نزدیک آن‌ها با هلوتی‌ها می‌توان دریافت که آن‌ها احتمالاً همسایه و متحد یکدیگر بودند. در نبرد بیبراکته در سال ۵۸ قبل از میلاد، آن‌ها به‌همراه قبیله بویی و چند قبیله کوچکتر دیگر متحدان هلوتی در برابر لژیون‌های رومی سزار بودند.
منابع باستانی در مورد تولینگی کمیاب است. تنها مرجع نوشته سزار در مورد جنگ‌های گالی است که نقل می‌کند که با هلوتی‌ها و دیگران خانه‌هایشان را سوزاندند و بخشی از ستون مهاجرانی شدند که به دنبال سرزمینی جدید در جنوب گال بودند.
این ستون در سال ۵۸ قبل از میلاد توسط ژولیوس سزار در عملیات آغازین جنگ‌های گالی شکست خورد. سپس آنها را به خانه‌های خود بازگرداندند که مجبور به بازسازی آن شدند. بر اساس سوابق به‌دست آمده در اردوگاه هلوتی‌ها، تعداد تولینگی‌ها، شامل مردان، پیرمردان، زنان و کودکان مبارز، ۳۶۰۰۰ نفر بوده‌است که بخش کوچکی از مجموع تعداد اولیه ۳۶۸۰۰۰ نفر بوده‌است که از این تعداد تنها ۱۱۰۰۰۰ نفر (مجموع نفرات باقی مانده از کل قبایل متحد) باقی مانده‌اند تا پس از تسلیم شدن به خانه بازگردند.